# 湯姆·威爾金森
湯姆·威金森，OBE（英語：Thomas Geoffrey "Tom" Wilkinson，1948年2月5日—2023年12月30日）是一名英國男演員。
他曾經兩次獲得奧斯卡提名。在2009年他獲得金球獎和黃金時段艾美獎的最佳男配角獎。

## 演出作品
- 《心太羈》
- 《一周不死，全額退款》